# واجهة الطاقة والتكوين المتقدم

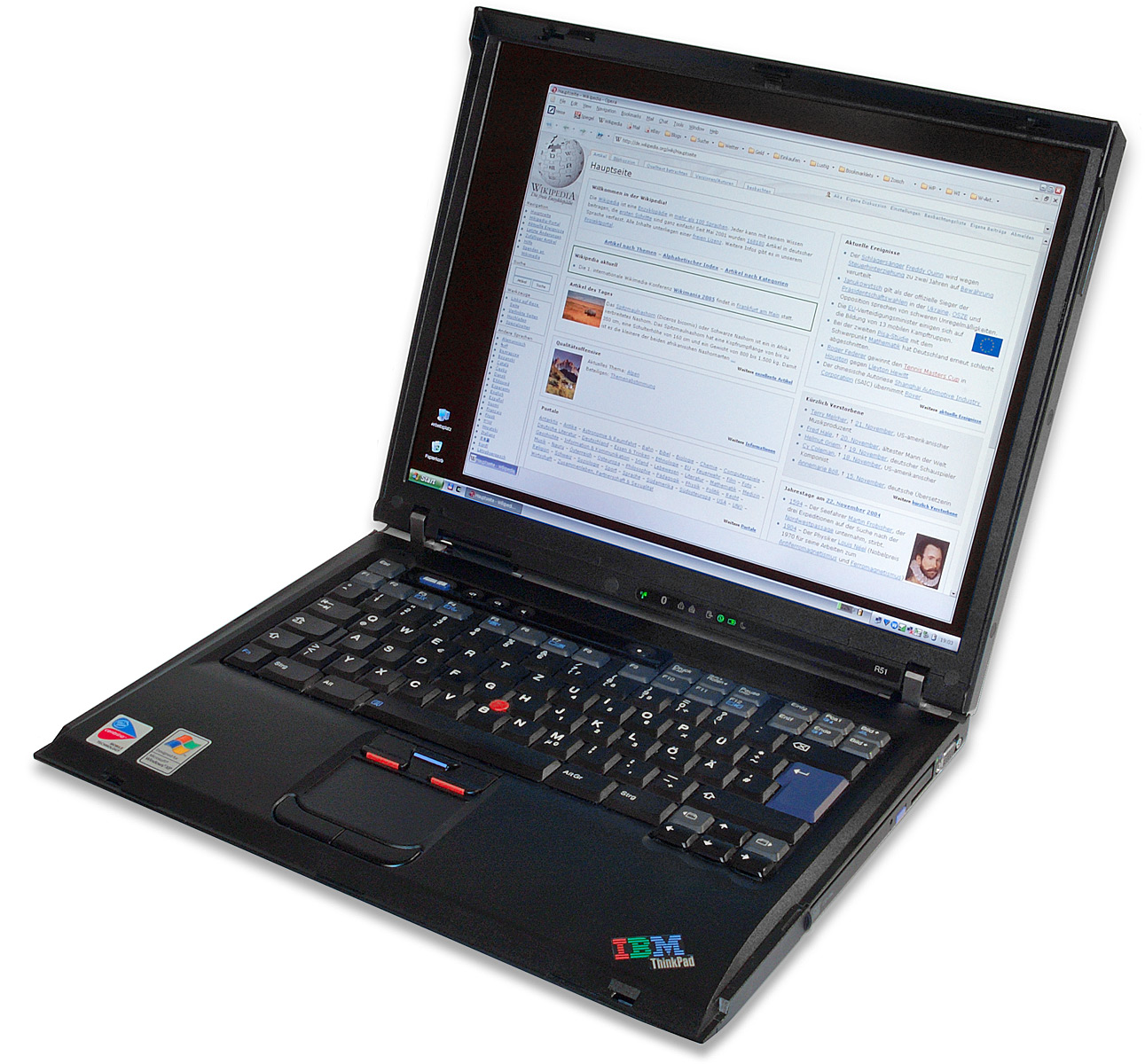

واجهة الطاقة والتكوين المتقدم أو ما يسمى كذلك التكوين المتقدم وواجهة الطاقة(ACPI) يوفر معيار مفتوح بحيث أن أنظمة التشغيل يمكن استخدامها لاكتشاف وتكوين أجهزة الحاسوب، لأداء إدارة الطاقة التي اعدتها (على سبيل المثال) وضع المكونات غير المستخدمة في حالة إسبات، ومتابعة حالة الطاقة . تم إصدار ACPI لأول مرة في ديسمبر 1996 ، ويهدف إلى استبداله بالطرق السابقة مثل إدارة الطاقة المتقدمة (APM) ، ومواصفات المعالجات المتعددة(MPS) ، ومواصفات BIOS للتشغيل بحيث تكون إدارة الطاقة جزء في نظام التشغيل ولا يتمركز على البرامج الثابتة (BIOS).